# Olivia Różański
Olivia Różański, född 5 juni 1997 i Albi, Frankrike, är en polsk volleybollspelare (spiker) som spelar för italienska Volley Bergamo 1991.

## Karriär

### Klubblag
Różański började spela volleyboll i Albi Volley-Ball USSPA. Hon bodde i Frankrike till 17 års ålder och flyttade sedan till Polen. Różański spelade då för JKS SMS Jastrzębie och skollaget SMS PZPS Szczyrk.
Inför säsongen 2017/2018 gick Różański till BKS Stal Bielsko-Biała. Inför säsongen 2020/2021 gick hon till DPD Legionovia Legionowo. Inför säsongen 2022/2023 gick Różański till italienska Serie A1-klubben Reale Mutua Fenera Chieri. Under säsongen 2022/2023 vann hon både WEVZA Cup och Challenge Cup med klubben. Inför säsongen 2023/2024 gick Różański till ligakonkurrenten Volley Bergamo 1991.

### Landslag
2015 blev Różański för första gången uttagen i det polska landslaget som skulle spela i European Volleyball League 2015. Hon har även varit en del av Polens lag vid VM 2022.

## Privatliv
Olivia Różański är dotter till Jarosława Różańska, polsk före detta volleybollspelare. Hon var ansedd som en av de bästa polska volleybollspelarna på 1980-talet.

## Klubbar
Juniorklubbar
- Albi Volley-Ball USSPA
- JKS SMS Jastrzębie / SMS PZPS Szczyrk (2014–2017)

Seniorklubbar
- BKS Stal Bielsko-Biała (2017–2020)
- DPD Legionovia Legionowo (2020–2022)
- Reale Mutua Fenera Chieri (2022–2023)
- Volley Bergamo 1991 (2023–)

## Meriter

### Klubblag
Reale Mutua Fenera Chieri
- Challenge Cup: 2022/2023
- WEVZA Cup: 2022

### Landslag
- Montreux Volley Masters: 2019